# Санкта Санкторум
Санкта Санкторум (на италиански: Chiesa di San Lorenzo in Palatio ad Sancta Sanctorum – „светая светих“) е католическа църква в Рим, в която се намират едноименната лична папска капела и Скала Санкта. Разположена е в непосредствена блозост до катедралната папска архибазилика „Сан Джовани ин Латерано“, на пл. „Сан Джовани ин Латерано“ № 14. В продължение на столетия църквата с капелата служи като домашна църква на римските папи, чията резиденция до XIV век се намира в Латеранския дворец. Капелата, посветена първоначално на Свети Лаврентий, и Светата стълба, са сред малкото неразрушени части от стария Латерански дворец, който след два тежки пожара е разрушен през 1586 г. по нареждане на папа Сикст V, за да се построи на негово място по-малка по размер сграда. През 1586 – 1589 г. архитектът Доменико Фонтана построява новия Латерански дворец, както и изгражда нова сграда около капелата, в която се вгражда и Скала Санкта.

## История
Няма точни сведения за това кога е била създадена църквата „Санкта Санкторум“. Въпреки че първоначално домашната църква на папите е била посветена на Свети Лаврентий (ок. 225 – 258) – римски мъченик, през ІХ век започва да се нарича „Санкта Санкторум“ по надписа върху реликвария в капелата, в който още от времето на папа Лъв III (795 – 816) се съхраняват велики християнски реликви.
Первото споменаване на църквата „Санкта Санкторум“ е в „Liber Pontificalis“, в биографията на папа Стефан III (752 – 757). Впоследствие капелата е реставрирана по време на папа Хонорий III (1216 – 1227) и окончателно преустроена и декорирана по време на понтификата на папа Николай III през 1278 т.
През 1308 г. и 1361 г. Латеранският дворец е сериозно повреден и частично разрушен от големи пожари, и независимо от последвалото възстановяване никога вече не успява да върне предишното си величие. След завръщането на папския двор в Рим през 1378 г. първоначално резиденция на папата става базиликата Санта Мария ин Трастевере, а впоследствие – Санта Мария Маджоре. След построяването на Апостолическия ватикански дворец Латеранският дворец става второстепенна резиденция.
През 1586 г. папа Сикст V, заповядва за се разруши това, което е останало от древния Латерански дворец и да се построи на негово място по малка по размер сграда. Новата (лятна) резиденция е построена през 1586 – 1589 г. от архитекта Доменико Фонтана. Архитектурното решение на двореца е сходно с това на Палацо Фарнезе.
От стария Латерански дворец са запазени само три части – Скала Санкта, капелата „Санкта Санкторум“ и Триклиниум Леонинум (част от залата за приеми на папа Лъв III, украсена с мозайки). Доменико Фонтана изгражда около капелата нова църковна сграда, в която е вградена и Светата стълба от 28 мраморни стъпала, по които е стъпвал Исус Христос при отвеждането му в двореца на Пилат Понтийски.

## Интериор
От централния кораб на църквата на втория етаж се влиза в капелата „Санкта Санкторум“, която е от малкото нерезрушени части от стария Латерански дворец. При папа Лъв III в олтара е поставен реликварий от кипарисово дърво, в който се съхраняват някои от християнските свети реликви. На архитрава, поддържан от четири порфирни колони, се чете латинският надпис: „Няма  място на света, по-свято от това“.
За украсата и реставрацията на капелата полагат грижи няколко папи – Лъв III, Инокентий III, Хонорий III, и Николай III). Капелата е изписана с фрески от художници от Школата на Пиетро Кавалини, в нея работи и Джовани Чимабуе.
В капелата се намира и древна и особено почитана икона на Спасителя – т. нар. Acheiropoeton, т.е. неръкотворен образ – икона от VI—VII век., изобразяваща Исус Христос, която по време на чума разнасяли из града.